# EM i håndbold 2014 (kvinder)
Europamesterskabet i håndbold 2014 for kvinder var den 11. udgave af EM i håndbold for kvinder. Det blev afviklet i Ungarn og Kroatien i perioden 7. – 21. december 2014. Det var anden gang, to nationer deler værtskabet for en slutrunde efter EM i 2010 i Danmark og Norge.

## Værtskab

### Udpegning af værtsland
European Handball Federation havde oprindeligt modtaget to ansøgninger om værtskabet for slutrunden:
| Ansøgerland | Evt. spillesteder                |
| ----------- | -------------------------------- |
| Slovenien   | Ljubljana, Velenje, Celje, Koper |
| Tyrkiet     | Ankara, Izmir, Antalya, Kayseri  |

Ingen af de to ansøgerlande havde tidligere arrangeret EM. Værtskabet for slutrunden skulle have været afgjort på EHF's kongres i København den 24. – 25. september 2010, men på det tidspunkt havde begge ansøgerlande trukket deres ansøgninger tilbage.
Derfor åbnede EHF endnu en ansøgningsrunde, hvor interesserede nationale forbund igen havde mulighed for at byde på at være vært for slutrunden. Den 28. oktober 2010 havde seks lande udvist interesse for at ansøge om værtskabet for slutrunden: Kroatien, Ungarn, Island, Slovakiet, Sverige og Tyrkiet. Ved ansøgningsfristens udløb den 28. januar 2011 havde EHF modtaget tre ansøgninger om værtskabet fra henholdsvis Slovakiet, Tyrkiet samt en fælles ansøgning fra Kroatien og Ungarn.
| Ansøgerland        |
| ------------------ |
| Ungarn og Kroatien |
| Slovakiet          |
| Tyrkiet            |

EHF's forretningsudvalg valgte Ungarn og Kroatien som værtslande på sit møde i Wien den 8. – 9. april 2011.

### Værtsbyer og arenaer
Tre ungarske og to kroatiske byer er udpeget som spillesteder for mesterskabet. Finalen skal spilles i Budapest.
| Land     | By       | Arena                           | Kapacitet | Budapest Győr Debrecen | Zagreb Varaždin |
| Ungarn   | Budapest | Papp László Budapest Sportaréna | 12.5000   | Budapest Győr Debrecen | Zagreb Varaždin |
| Ungarn   | Győr     | Győr Aréna                      | 2.800     | Budapest Győr Debrecen | Zagreb Varaždin |
| Ungarn   | Debrecen | Főnix Csarnok                   | 8.500     | Budapest Győr Debrecen | Zagreb Varaždin |
| Kroatien | Zagreb   | Arena Zagreb                    | 15.2000   | Budapest Győr Debrecen | Zagreb Varaždin |
| Kroatien | Varaždin | Arena Varaždin                  | 5.000     | Budapest Győr Debrecen | Zagreb Varaždin |

## Slutrunde

### Kvalifikation
Som værter var Kroatien og Ungarn direkte kvalificerede, mens de forsvarende mestre fra Montenegro også deltager i kvalifikationsturneringen. Kvalifikationen havde deltagelse af 26 landshold, der i perioden fra oktober 2013 til juni 2014 dystede om de sidste fjorten ledige pladser i slutrunden. Følgende hold kvalificerede sig til slutrunden:
| Hold       | Kvalificeret som         |
| ---------- | ------------------------ |
| Kroatien   | Værtsnation              |
| Ungarn     | Værtsnation              |
| Danmark    | Vinder af kval.-gruppe 1 |
| Ukraine    | Nr. 2 i kval.-gruppe 1   |
| Frankrig   | Vinder af kval.-gruppe 2 |
| Slovakiet  | Nr. 2 i kval.-gruppe 2   |
| Montenegro | Vinder af kval.-gruppe 3 |
| Polen      | Nr. 2 i kval.-gruppe 3   |
| Spanien    | Vinder af kval.-gruppe 4 |
| Holland    | Nr. 2 i kval.-gruppe 4   |
| Sverige    | Vinder af kval.-gruppe 5 |
| Serbien    | Nr. 2 i kval.-gruppe 5   |
| Norge      | Vinder af kval.-gruppe 6 |
| Rumænien   | Nr. 2 i kval.-gruppe 6   |
| Tyskland   | Vinder af kval.-gruppe 7 |
| Rusland    | Nr. 2 i kval.-gruppe 7   |

## Indledende runde
I den indledende runde er de seksten deltagende hold blevet fordelt i fire grupper med fire hold i hver. Tre hold fra hver gruppe går videre til mellemrunden.

### Gruppe A
Kampene i gruppe A spilles i Győr, Ungarn.
| KL    | Dato  | Kamp              | Res.  |
| ----- | ----- | ----------------- | ----- |
| 20:30 | 7.12  | Ungarn - Rusland  | 29-29 |
| 18:00 | 7.12  | Spanien - Polen   | 29-22 |
| 20:30 | 9.12  | Polen - Ungarn    | 23-29 |
| 18:15 | 9.12  | Rusland - Spanien | 24-25 |
| 18:15 | 11.12 | Rusland - Polen   | 26-29 |
| 20:30 | 11.12 | Ungarn - Spanien  | 26-27 |

| Hold    | Kampe | Mål   | Point |
| ------- | ----- | ----- | ----- |
| Spanien | 3     | 81-72 | 6     |
| Ungarn  | 3     | 84-79 | 3     |
| Polen   | 3     | 74-84 | 2     |
| Rusland | 3     | 79-83 | 1     |

### Gruppe B
Kampene i gruppe B spilles i Debrecen, Ungarn.
| KL    | Dato  | Kamp               | Res.  |
| ----- | ----- | ------------------ | ----- |
| 18:15 | 7.12  | Norge - Rumænien   | 27-19 |
| 20:30 | 7.12  | Danmark - Ukraine  | 32-23 |
| 20:30 | 9.12  | Ukraine - Norge    | 23-34 |
| 18:15 | 9.12  | Rumænien - Danmark | 29-29 |
| 18:15 | 11.12 | Rumænien - Ukraine | 23-22 |
| 20:30 | 11.12 | Norge - Danmark    | 27-21 |

| Hold     | Kampe | Mål   | Point |
| -------- | ----- | ----- | ----- |
| Norge    | 3     | 88-63 | 6     |
| Danmark  | 3     | 82-79 | 3     |
| Rumænien | 3     | 71-78 | 3     |
| Ukraine  | 3     | 68-89 | 0     |

### Gruppe C
Kampene i gruppe C spilles i Varazdin, Kroatien.
| KL    | Dato  | Kamp                | Res.  |
| ----- | ----- | ------------------- | ----- |
| 20:15 | 8.12  | Sverige - Kroatien  | 30-28 |
| 18:00 | 8.12  | Tyskland - Holland  | 26-29 |
| 18:00 | 10.12 | Holland - Sverige   | 30-30 |
| 20:15 | 10.12 | Kroatien - Tyskland | 24-26 |
| 20:15 | 12.12 | Kroatien - Holland  | 31-27 |
| 18:00 | 12.12 | Sverige - Tyskland  | 39-32 |

| Hold     | Kampe | Mål   | Point |
| -------- | ----- | ----- | ----- |
| Sverige  | 3     | 99-90 | 5     |
| Holland  | 3     | 86-87 | 3     |
| Tyskland | 3     | 84-92 | 2     |
| Kroatien | 3     | 83-83 | 2     |

### Gruppe D
Kampene i gruppe D spilles i Osijek, Kroatien.
| KL    | Dato  | Kamp                   | Res.  |
| ----- | ----- | ---------------------- | ----- |
| 20:15 | 8.12  | Montenegro - Serbien   | 22-19 |
| 18:00 | 8.12  | Frankrig - Slovakiet   | 21-18 |
| 20:15 | 10.12 | Slovakiet - Montenegro | 24-28 |
| 18:00 | 10.12 | Serbien - Frankrig     | 16-27 |
| 20:15 | 12.12 | Serbien - Slovakiet    | 21-23 |
| 18:00 | 12.12 | Montenegro - Frankrig  | 20-24 |

| Hold       | Kampe | Mål   | Point |
| ---------- | ----- | ----- | ----- |
| Frankrig   | 3     | 72-54 | 6     |
| Montenegro | 3     | 70-67 | 4     |
| Slovakiet  | 3     | 65-70 | 2     |
| Serbien    | 3     | 56-72 | 0     |

## Mellemrunde
Nr. 1-2 i hver mellemrundepulje kvalificerer sig til semifinalerne. Treerne mødes i kampen om femtepladsen.

### Gruppe 1
I gruppe 1 mødes top-3 fra de indledende grupper A og B.
| KL    | Dato  | Kamp               | Res   |
| ----- | ----- | ------------------ | ----- |
| 16:00 | 13.12 | Polen - Danmark    | 19-28 |
| 18:15 | 13.12 | Spanien - Norge    | 26-29 |
| 20:30 | 13.12 | Ungarn - Rumænien  | 20-19 |
| 16:00 | 15.12 | Spanien - Rumænien | 20-22 |
| 18:15 | 15.12 | Polen - Norge      | 24-26 |
| 20:30 | 15.12 | Ungarn - Danmark   | 20-23 |
| 16:00 | 17.12 | Polen - Rumænien   | 19-24 |
| 18:15 | 17.12 | Spanien - Danmark  | 29-22 |
| 20:30 | 17.12 | Ungarn - Norge     | 29-25 |

| Hold     | Kampe | Mål     | Point |
| -------- | ----- | ------- | ----- |
| Norge    | 5     | 134-119 | 8     |
| Spanien  | 5     | 131-121 | 6     |
| Ungarn   | 5     | 124-117 | 6     |
| Danmark  | 5     | 123-124 | 5     |
| Rumænien | 5     | 113-115 | 5     |
| Polen    | 5     | 107-136 | 0     |

### Gruppe 2
I gruppe 2 mødes top-3 fra de indledende grupper C og D.
| KL    | Dato  | Kamp                  | Res   |
| ----- | ----- | --------------------- | ----- |
| 15:45 | 14.12 | Tyskland - Montenegro | 20-27 |
| 18:00 | 14.12 | Sverige - Frankrig    | 29-26 |
| 20:15 | 14.12 | Holland - Slovakiet   | 30-20 |
| 15:45 | 16.12 | Holland - Montenegro  | 27-31 |
| 18:00 | 16.12 | Sverige - Slovakiet   | 31-22 |
| 20:15 | 16.12 | Tyskland - Frankrig   | 24-24 |
| 15:45 | 17.12 | Sverige - Montenegro  | 29-30 |
| 18:00 | 17.12 | Tyskland - Slovakiet  | 36-22 |
| 20:15 | 17.12 | Holland - Frankrig    | 18-20 |

| Hold       | Kampe | Mål     | Point |
| ---------- | ----- | ------- | ----- |
| Montenegro | 5     | 136-124 | 8     |
| Sverige    | 5     | 158-140 | 7     |
| Frankrig   | 5     | 115-109 | 7     |
| Holland    | 5     | 134-127 | 5     |
| Tyskland   | 5     | 138-141 | 3     |
| Slovakiet  | 5     | 106-146 | 0     |

## Slutspil
Slutspilskampene spilles i Budapest, Ungarn.